# Ángeles Baquerizo
María Ángeles Baquerizo Ariza (Córdoba, 1961) también conocida como Ángeles Baquerizo, es una cirujana y empresaria española, fundadora de una empresa para el desarrollo de aplicaciones digitales en el ámbito de la sanidad, y especialista en cirugía de trasplantes.

## Trayectoria
Baquerizo estudió medicina en la facultad de la Universidad de Córdoba (España) y se licenció en 1983. Es médica especialista en cirugía general y digestiva por la universidad de Córdoba. Realizó estudios de postgrado y su tesis doctoral en la Universidad de Córdoba y en la Universidad de Cambridge, sobre la inmunología en la cirugía de trasplantes. El ámbito de investigación de Baquerizo son las intervenciones quirúrgicas para realizar trasplantes, y realizó sus trabajos de especialización, en cirugía general y trasplante, en el departamento de cirugía de la Facultad de Medicina de Córdoba y en el hospital Reina Sofía. Desde septiembre de 1989 fue profesora titular de cirugía, en el departamento de especialidades médico-quirúrgicas de la universidad de Córdoba, hasta el año 1995 que se trasladó a Estados Unidos.
En 1995 obtuvo una beca del programa Fulbright para investigar sobre la inmunología de trasplantes y trasplante abdominal multiorgánico en la Universidad de California en Los Ángeles (UCLA). Continuó en Estados Unidos con una residencia en cirugía general en la Universidad del Sur de California (USC). Trabajó como profesora asistente en la universidad UCLA y se especializó en trasplante de órganos abdominales y cirugía hepatobiliar en el programa de trasplante de la UCLA y del hospital Centro Médico Cedars-Sinai de Los Ángeles. Fue residente en varios hospitales de Los Ángeles y está certificada por la Junta de Cirugía General como cirujana de trasplantes en Estados Unidos. Actualmente trabaja en el Centro Scripps Research Institute de trasplante de órganos y células, en el hospital Scripps Green de La Jolla realizando trasplantes de hígado, riñón y páncreas.
Baquerizo compagina su trabajo como cirujana con el empresarial desde 2013, año en el que fundó la empresa MedAppsAB dedicada a elaborar aplicaciones médicas para móviles. MedAppsAB tiene la misión de llevar la atención al paciente a la era digital al incorporar aplicaciones de salud en los teléfonos móviles de los pacientes.

## Publicaciones seleccionadas
- 1988 Liver transplantation at UCLA: a report of clinical activities, en colaboración.[8]
- 2003 Operative parameters that predict the outcomes of hepatic transplantation, en colaboración con otros.[9]
- 2011 Portal vein resection in management of hilar cholangiocarcinoma, en colaboración.[10]